# Leucanthemum maximum
Leucanthemum maximum là một loài thực vật có hoa trong họ Cúc. Loài này được (Ramond) DC. mô tả khoa học đầu tiên năm 1838.